# Bandiera blu

Simbolo della Bandiera blu

La bandiera blu è un riconoscimento conferito dalla Foundation for Environmental Education (FEE) alle località costiere europee che soddisfano criteri di qualità relativi a parametri delle acque di balneazione e al servizio offerto, tenendo in considerazione ad esempio la pulizia delle spiagge e gli approdi turistici.
Istituita nel 1987, anno europeo per l'ambiente, la campagna è curata in tutti gli stati europei dagli organi locali della FEE che, attraverso un Comitato nazionale di giuria, effettuano delle visite di controllo delle cittadine candidate per poi proporre alla FEE Internazionale le candidature della nazione. Il riconoscimento viene assegnato ogni anno a spiagge in 48 paesi del mondo in Europa, Sudafrica, Nuova Zelanda, Canada e nei Caraibi secondo i criteri scelti dalla FEE.
La bandiera viene consegnata per due meriti: la bandiera blu delle spiagge certifica la qualità delle acque di balneazione e dei lidi, mentre la bandiera blu degli approdi turistici assicura la pulizia delle acque adiacenti ai porti e l'assenza di scarichi fognari.

## Bandiera blu delle spiagge
Per l'assegnazione di una bandiera blu, una spiaggia deve rispondere a determinati requisiti: a tutti quelli definiti imperativi (I) e al maggior numero possibile di quelli suggeriti, definiti guida (G).
Qui sotto sono elencati i criteri internazionali bandiera blu delle spiagge aggiornati al 2020.
| Educazione ambientale e informazione | Educazione ambientale e informazione | Educazione ambientale e informazione |
| ------------------------------------ | --- | ------------------------------------ |
| 1                                    | Le informazioni relative al Programma bandiera blu devono essere affisse | I                                    |
| 2                                    | Devono essere offerte ogni anno un minimo di cinque attività di educazione ambientale | I                                    |
| 3                                    | Le informazioni sulla qualità delle acque di balneazione devono essere affisse | I                                    |
| 4                                    | Le informazioni relative agli ecosistemi costieri, aree naturali e sensibili devono essere affisse | I                                    |
| 5                                    | La mappa della spiaggia, comprensiva dell'indicazione dei servizi offerti, deve essere affissa | I                                    |
| 6                                    | Il codice di condotta relativo alla normativa in vigore sull'uso della spiaggia e delle aree circostanti deve essere affisso | I                                    |
| Qualità delle acque                  | |                                      |
| 7                                    | La spiaggia deve rispettare pienamente i requisiti di campionamento e frequenza relativamente alla qualità delle acque di balneazione | I                                    |
| 8                                    | La spiaggia deve rispettare pienamente gli standard ed i requisiti di analisi relativamente alla qualità delle acque di balneazione | I                                    |
| 9                                    | La spiaggia dev'essere conforme alle direttive sul trattamento delle acque reflue e sulla qualità delle acque di scarico. Nessuno scarico di acque reflue (urbane o industriali) deve interessare l’area della stessa                           | I                                    |
| 10                                   | La spiaggia deve rispettare i requisiti stabiliti per i parametri microbiologici relativamente agli Escherichia coli (coliformi fecali) e agli enterococchi intestinali (streptococchi)                                                         | I                                    |
| 11                                   | La spiaggia deve rispettare i requisiti stabiliti per i parametri fisici e chimici per oli e altro materiale galleggiante | I                                    |
| Gestione ambientale                  | |                                      |
| 12                                   | L’autorità locale o l'operatore balneare dovrebbero istituire un comitato per la gestione della spiaggia | G                                    |
| 13                                   | L’autorità locale o l'operatore balneare devono rispettare tutte le normative relative all'ubicazione e al funzionamento della spiaggia | I                                    |
| 14                                   | Le aree sensibili vicino a una spiaggia devono essere gestite per garantire la conservazione e la biodiversità degli ecosistemi marini | I                                    |
| 15                                   | La spiaggia dev'essere pulita | I                                    |
| 16                                   | Le alghe o i detriti naturali devono essere lasciati sulla spiaggia | I                                    |
| 17                                   | Sulla spiaggia devono essere disponibili cestini per i rifiuti in numero adeguato che devono essere regolarmente mantenuti in ordine | I                                    |
| 18                                   | Sulla spiaggia devono essere disponibili contenitori distinti per la raccolta differenziata | I                                    |
| 19                                   | Sulla spiaggia dev'essere presente un numero adeguato di servizi igienici o spogliatoi | I                                    |
| 20                                   | I servizi igienici o gli spogliatoi devono essere mantenuti puliti | I                                    |
| 21                                   | I servizi igienici o gli spogliatoi devono avere lo smaltimento controllato delle acque reflue. Le acque di scarico devono essere allacciate al sistema fognario o recapitate in contenitori a tenuta stagna da svuotare in maniera appropriata | I                                    |
| 22                                   | Sulla spiaggia dev'essere fatto rispettare il divieto di campeggio e di circolazione ad auto o moto e dev'essere proibito ogni tipo di discarica                                                                                                | I                                    |
| 23                                   | L’accesso in spiaggia di cani e altri animali domestici dev'essere strettamente controllato | I                                    |
| 24                                   | Tutti gli edifici e le attrezzature della spiaggia devono essere mantenuti in buone condizioni | I                                    |
| 25                                   | Gli habitat marini e lacustri (come la barriera corallina o le praterie di posidonia) presenti in prossimità della spiaggia devono essere monitorati                                                                                            | I                                    |
| 26                                   | I mezzi di trasporto sostenibili devono essere promossi nell’area circostante la spiaggia | G                                    |
| Servizi e sicurezza                  | |                                      |
| 27                                   | Sulla spiaggia dev'essere presente un numero adeguato di personale e/o attrezzature di salvataggio | I                                    |
| 28                                   | Sulla spiaggia dev'essere disponibile l’equipaggiamento di primo soccorso | I                                    |
| 29                                   | Devono essere predisposti piani di emergenza in caso d'inquinamento o rischio per la sicurezza ambientale | I                                    |
| 30                                   | Dev'essere prevista la gestione di diverse utenze e differenti usi della spiaggia in modo tale da prevenire conflitti e incidenti | I                                    |
| 31                                   | Devono essere attuate misure di sicurezza per la tutela dei bagnanti e dev'essere garantito il libero accesso al pubblico | I                                    |
| 32                                   | Dev'essere presente una fonte d'acqua potabile sulla spiaggia | G                                    |
| 33                                   | Per ogni comune, almeno una spiaggia Bandiera blu deve garantire accesso e servizi ai disabili fisici | I                                    |

## Bandiera blu degli approdi turistici
Così come per le spiagge, per l'assegnazione di una bandiera blu anche gli approdi turistici devono rispondere a requisiti definiti imperativi (I) e al maggior numero possibile di quelli suggeriti, definiti guida (G).
Qui sono elencati i criteri internazionali per degli approdi turistici aggiornati al 2020.
| Educazione ambientale e informazione | Educazione ambientale e informazione | Educazione ambientale e informazione |
| ------------------------------------ | --- | ------------------------------------ |
| 1                                    | Le informazioni relative a ecosistemi e fenomeni ambientali rilevanti a livello locale devono essere disponibili per gli utenti dell’approdo | I                                    |
| 2                                    | Dev'essere affisso nell’approdo un codice di condotta in linea con le leggi vigenti che regolamentano l’uso dell’approdo turistico e delle aree circostanti | I                                    |
| 3                                    | Devono essere affisse nell’approdo le informazioni sul Programma e/o i criteri della Bandiera Blu per gli approdi turistici e degli altri ecolabel FEE | I                                    |
| 4                                    | L’approdo è responsabile dell’organizzazione di almeno tre attività di educazione ambientale per gli utenti e il personale | I                                    |
| 5                                    | Nell’approdo dev'essere disponibile la Bandiera Blu Individuale per i diportisti | I                                    |
| 6                                    | Due volte l’anno si tiene un incontro con lo staff su misure, ambiente e sostenibilità della Bandiera blu | G                                    |
| 7                                    | Ogni impiegato è a conoscenza della Bandiera Blu e può darne comunicazione agli ospiti | G                                    |
| Gestione ambientale                  | |                                      |
| 8                                    | Dovrebbe essere presente un comitato di gestione per l’istituzione di sistemi di gestione ambientale e per condurre regolarmente audit nell’approdo | G                                    |
| 9                                    | L’approdo dev'essere dotato di un documento di politica ambientale e di un piano ambientale. Il piano deve includere la gestione dell’acqua, dei rifiuti, del consumo di energia, di salute e sicurezza e dell'uso di prodotti ecologici, ove possibile                                                      | I                                    |
| 10                                   | Le aree sensibili vicino a un approdo Bandiera Blu devono avere una gestione speciale per garantire la conservazione e la biodiversità degli ecosistemi marini | I                                    |
| 11                                   | L’approdo dev'essere dotato di contenitori adeguati e chiaramente identificabili per la raccolta di rifiuti tossici e/o pericolosi. I rifiuti dovrebbero essere raccolti da una ditta autorizzata specializzata e smaltiti in una struttura autorizzata                                                      | I                                    |
| 12                                   | L’approdo dev'essere dotato di cestini e/o contenitori per i rifiuti, adeguati e ben tenuti. I rifiuti devono essere raccolti da una ditta autorizzata specializzata e smaltiti da un servizio autorizzato specializzato                                                                                     | I                                    |
| 13                                   | L’approdo dev'essere dotato di contenitori per la raccolta differenziata di rifiuti riciclabili come vetro, alluminio, carta, plastica, rifiuti organici, ecc. | I                                    |
| 14                                   | Nell’approdo devono essere disponibili attrezzature per il pompaggio delle acque di sentina | I                                    |
| 15                                   | Nell’approdo devono essere disponibili strutture/attrezzature per il pompaggio delle acque nere | I                                    |
| 16                                   | Tutti gli edifici e le attrezzature devono essere mantenuti in buone condizioni e a norma nel rispetto della legislazione nazionale. L’approdo dev'essere ben integrato con l’ambiente circostante naturale e costruito                                                                                      | I                                    |
| 17                                   | Nell’approdo devono essere disponibili servizi igienici adeguati, puliti e ben segnalati con opportuna segnaletica, inclusi servizi di lavanderia e acqua potabile. Il trattamento delle acque di scarico dev'essere a norma                                                                                 | I                                    |
| 18                                   | Se l’approdo ha un’area attrezzata per le riparazioni o la pulizia delle imbarcazioni, nessun tipo d'inquinamento dev'essere riversato nel sistema di acque di scarico, nel territorio e nelle acque facenti parte dell’approdo o nelle aree naturali circostanti                                            | I                                    |
| 19                                   | L’approdo deve promuovere mezzi di trasporto sostenibili | G                                    |
| 20                                   | Il parcheggio e il transito sono vietati all’interno dell’approdo, a esclusione di aree specificamente designate | I                                    |
| 21                                   | Il consumo d'acqua nei servizi sanitari e nelle docce deve essere controllato | G                                    |
| 22                                   | Deve essere presente una policy e un piano ambientale per l’approdo. Il piano dovrebbe includere una raccolta dati della gestione dell’acqua, dei rifiuti e del consumo di energia, come l’uso di prodotti ecologici ove possibile. Tutti gli impiegati devono essere informati e istruiti su tali tematiche | G                                    |
| 23                                   | Solo prodotti detergenti ecologici devono essere usati per la pulizia dei servizi nell’approdo | G                                    |
| 24                                   | Solo prodotti ecologici da toilette, salviette, carta igienica devono essere forniti nei servizi sanitari dell’approdo. Saponi e altri prodotti per l’igiene personale devono essere forniti negli erogatori con un sistema di dosaggio                                                                      | G                                    |
| 25                                   | Devono essere utilizzati solo sistemi d'illuminazione efficienti dal punto di vista energetico. I sensori che regolano l’uso della luce dovrebbero essere installati ovunque se ne consideri l'utilità | G                                    |
| 26                                   | L’approvvigionamento energetico dell’approdo dovrebbe essere basato sulle energie rinnovabili | G                                    |
| 27                                   | L’approdo dovrebbe mirare a essere a emissioni zero | G                                    |
| 28                                   | Le aree verdi create artificialmente dall’uomo e i giardini nell’approdo devono essere mantenuti in modo sostenibile | G                                    |
| 29                                   | I servizi nell’approdo devono essere realizzati con materiali ecosostenibili. Si dovrebbe preferibilmente far ricorso a fornitori locali quando si attrezza l’approdo con nuovi edifici, infrastrutture e arredamento                                                                                        | G                                    |
| Servizi e sicurezza                  | |                                      |
| 30                                   | L’approdo dev'essere dotato di attrezzature di salvataggio, di pronto soccorso e antincendio, adeguate e ben segnalate. Le attrezzature devono essere a norma di legge | I                                    |
| 31                                   | L’approdo deve predisporre un piano di emergenza in caso d'inquinamento, incendio o altri tipi di incidenti | I                                    |
| 32                                   | Devono essere affisse nell’approdo informazioni e precauzioni di sicurezza | I                                    |
| 33                                   | Acqua ed elettricità devono essere disponibili sulle banchine e gli impianti devono essere a norma di legge | I                                    |
| 34                                   | L’approdo dev'essere dotato di strutture e servizi per disabili | I                                    |
| 35                                   | Mappa con indicazione dei differenti servizi deve essere affissa nell’approdo | I                                    |
| Qualità delle acque                  | |                                      |
| 36                                   | L’acqua dell’approdo dev'essere visibilmente pulita, senza alcuna prova d'inquinamento come chiazze oleose, rifiuti galleggianti, scarichi o altre tracce evidenti d'inquinamento | I                                    |
| Responsabilità sociale d'impresa     | |                                      |
| 37                                   | La direzione dell’approdo adotta una politica di responsabilità sociale d’impresa che copre le aree dei diritti umani, dell’equità del lavoro, dell’educazione ambientale e dell’anticorruzione | G                                    |
| Partecipazione sociale/comunitaria   | |                                      |
| 38                                   | La direzione dell’approdo adotta almeno due misure per incoraggiare relazioni sostenibili nell’ambiente vicino e per rispettare il proprio impegno a lavorare meglio nei settori sociali | G                                    |

## Statistiche

### Paesi per bandiere blu
La tabella mostra le bandiere blu riconosciute nel 2019
I dati relativi alle percentuali sono aggiornati al 2015
| Stato                   | Spiagge | Acque | Porti | Totale | Popolazione | Superficie (km²) | Coste (km) | Spiagge ogni milione di abitanti | Totale bandiere blu ogni milione di abitanti | Densità ogni 10.000 km2 di superficie | Densità totale ogni 10.000 km2 di superficie | Densità spiagge ogni 100 km di costa |
| ----------------------- | ------- | ----- | ----- | ------ | ----------- | ---------------- | ---------- | -------------------------------- | -------------------------------------------- | ------------------------------------- | -------------------------------------------- | ------------------------------------ |
| Belgio                  | 12      | 8     | 0     | 20     | 11 539 328  | 30 528           | 66         | 0,95                             | 1,21                                         | 1,64                                  | 4,26                                         | 7,46                                 |
| Brasile                 | 13      | 6     | 0     | 19     | 211 049 527 | 8 514 877        | 7 491      | 0,99                             |                                              |                                       |                                              |                                      |
| Bulgaria                | 14      | 1     | 0     | 15     | 7 000 119   | 110 879          | 354        | 0,92                             | 1,05                                         | 0,63                                  | 0,72                                         | 1,98                                 |
| Canada                  | 28      | 12    | 0     | 40     | 37 411 047  | 9 984 670        | 202 080    | 0,12                             | 0,21                                         | 0                                     | 0,01                                         | 0                                    |
| Costa Rica              | 4       | 0     | 0     | 4      | 5 047 561   | 51 100           | 1 290      | 3,46                             | 3,46                                         | 3,32                                  | 3,32                                         | 1,31                                 |
| Croazia                 | 95      | 27    | 0     | 122    | 4 130 304   | 56 594           | 5 835      | 25,70                            | 30,21                                        | 20,14                                 | 23,68                                        | 1,95                                 |
| Cipro                   | 65      | 1     | 0     | 66     | 1 179 551   | 9 251            | 648        | 66,12                            | 66,12                                        | 57,29                                 | 57,29                                        | 8,18                                 |
| Danimarca               | 196     | 20    | 0     | 216    | 5 771 876   | 43 094           | 7 314      | 37,89                            | 50,22                                        | 48,50                                 | 64,28                                        | 2,86                                 |
| Rep. Dominicana         | 25      | 0     | 0     | 25     | 10 738 958  | 48 310           | 1 288      | 0,69                             | 0,69                                         | 1,45                                  | 1,45                                         | 0,54                                 |
| Estonia                 | 3       | 0     | 0     | 3      | 1 325 648   | 45 227           | 3 794      |                                  |                                              |                                       |                                              |                                      |
| Francia                 | 393     | 106   | 0     | 499    | 68 303 234  | 675 417          | 4 853      | 4,38                             | 5,52                                         | 4,50                                  | 5,67                                         | 6,11                                 |
| Germania                | 43      | 87    | 0     | 130    | 83 149 300  | 357 022          | 2 389      | 0,48                             | 1,88                                         | 1,09                                  | 4,31                                         | 1,63                                 |
| Grecia                  | 478     | 14    | 6     | 498    | 10 473 455  | 131 957          | 13 676     | 37,75                            | 38,46                                        | 32,21                                 | 32,81                                        | 3,11                                 |
| Inghilterra             | 71      | 0     | 0     | 71     | 55 977 178  | 130 279          | 4 422      |                                  |                                              |                                       |                                              |                                      |
| Irlanda                 | 79      | 8     | 0     | 87     | 4 882 495   | 70 273           | 1 448      | 16,73                            | 17,19                                        | 10,53                                 | 10,81                                        | 5,11                                 |
| Islanda                 | 2       | 2     | 19    | 23     | 339 021     | 103 000          | 4 970      | 9,39                             | 31,32                                        | 0,29                                  | 0,97                                         | 0,06                                 |
| Israele                 | 46      | 2     | 0     | 48     | 8 519 377   | 22 072           | 185        |                                  |                                              |                                       |                                              |                                      |
| Italia                  | 385     | 72    | 0     | 457    | 60 550 075  | 301 318          | 7 782      | 3,75                             | 4,74                                         | 7,47                                  | 9,46                                         | 2,96                                 |
| Giappone                | 4       | 0     | 0     | 4      | 126 860 301 | 377 973          | 29 751     | 0,02                             | 0,02                                         | 0,05                                  | 0,05                                         | 0,007                                |
| Giordania               | 4       | 1     | 0     | 5      | 10 101 694  | 89 342           | 26         |                                  |                                              |                                       |                                              |                                      |
| Lettonia                | 21      | 2     | 0     | 23     | 1 906 743   | 64 589           | 498        | 4,50                             | 5,50                                         | 1,39                                  | 1,70                                         | 1,81                                 |
| Lituania                | 5       | 0     | 0     | 5      | 2 759 627   | 65 300           | 90         | 1,49                             | 1,49                                         | 0,77                                  | 0,77                                         | 5,56                                 |
| Malta                   | 12      | 0     | 0     | 12     | 440 372     | 316              | 197        | 2,42                             | 2,42                                         | 31,65                                 | 31,65                                        | 0,51                                 |
| Messico                 | 53      | 3     | 0     | 56     | 127 575 529 | 1 972 550        | 9 330      |                                  |                                              |                                       |                                              |                                      |
| Montenegro              | 32      | 1     | 0     | 33     | 627 987     | 13 812           | 294        | 30,45                            | 30,45                                        | 13,76                                 | 13,76                                        | 6,46                                 |
| Marocco                 | 21      | 1     | 0     | 22     | 36 053 859  | 446 550          | 1 835      | 0,51                             | 0,51                                         | 0,36                                  | 0,36                                         | 0,87                                 |
| Paesi Bassi             | 57      | 122   | 0     | 179    | 36 471 769  | 41 543           | 815        | 2,48                             | 6,41                                         | 9,87                                  | 25,52                                        | 5,03                                 |
| Nuova Zelanda           | 0       | 4     | 0     | 4      | 4 783 063   | 270 467          | 15 134     | 0,46                             | 0,69                                         | 0,07                                  | 0,11                                         | 0,01                                 |
| Irlanda del Nord        | 8       | 4     | 0     | 12     | 1 891 100   | 14 130           | 539        |                                  |                                              |                                       |                                              |                                      |
| Norvegia                | 16      | 3     | 0     | 19     | 5 378 857   | 323 802          | 25 148     | 0,62                             | 2,28                                         | 0,09                                  | 0,34                                         | 0,01                                 |
| Polonia                 | 22      | 10    | 0     | 32     | 37 887 768  | 312 685          | 440        | 0,13                             | 0,24                                         | 0,16                                  | 0,29                                         | 1,14                                 |
| Portogallo              | 352     | 17    | 12    | 381    | 10 226 187  | 92 090           | 2 753      | 21,17                            | 22,49                                        | 24,43                                 | 25,95                                        | 8,17                                 |
| Porto Rico              | 2       | 2     | 11    | 15     | 2 933 408   | 8 870            | 501        | 1,26                             | 1,76                                         | 5,64                                  | 7,89                                         | 1,00                                 |
| Romania                 | 3       | 0     | 0     | 3      | 19 364 556  | 238 391          | 225        | 0,18                             | 0,18                                         | 0,17                                  | 0,17                                         | 0,79                                 |
| Russia                  | 15      | 0     | 0     | 15     | 145 872 256 | 17 098 242       | 37 653     |                                  |                                              |                                       |                                              |                                      |
| Serbia                  | 1       | 0     | 0     | 1      | 8 772 235   | 88 361           | 0          | 0                                | 0                                            | 0                                     | 0                                            | 0                                    |
| Slovenia                | 11      | 3     | 0     | 14     | 2 078 854   | 20 273           | 74         | 2,94                             | 3,93                                         | 2,96                                  | 3,95                                         | 8,11                                 |
| Corea del Sud           | 1       | 0     | 0     | 1      | 51 225 308  | 100 210          | 2 413      |                                  |                                              |                                       |                                              |                                      |
| Sudafrica               | 48      | 9     | 10    | 67     | 58 558 270  | 1 221 037        | 2 798      | 1,55                             | 1,55                                         | 0,67                                  | 0,67                                         | 2,93                                 |
| Spagna                  | 566     | 98    | 5     | 669    | 46 736 776  | 505 992          | 6 777      | 12,02                            | 12,46                                        | 9,74                                  | 11,28                                        | 7,27                                 |
| Svezia                  | 9       | 11    | 0     | 20     | 10 036 379  | 450 295          | 3 218      | 4,09                             | 8,62                                         | 0,84                                  | 1,78                                         | 1,18                                 |
| Turchia                 | 453     | 21    | 0     | 474    | 83 429 615  | 783 562          | 7 200      | 3,90                             | 4,10                                         | 3,56                                  | 3,74                                         | 3,88                                 |
| Emirati Arabi Uniti     | 13      | 0     | 0     | 13     | 9 770 529   | 83 600           | 1 318      |                                  |                                              |                                       |                                              |                                      |
| Ucraina                 | 15      | 0     | 0     | 15     | 43 993 638  | 603 628          | 2 782      |                                  |                                              |                                       |                                              |                                      |
| Isole Vergini Americane | 3       | 1     | 0     | 4      | 104 578     | 346              | 188        |                                  |                                              |                                       |                                              |                                      |
| Galles                  | 34      | 3     | 6     | 43     | 3 205 362   | 20 779           | 2 704      |                                  |                                              |                                       |                                              |                                      |

Nota: Galles, Scozia, Inghilterra e Irlanda del Nord sono state sempre considerate come territori indipendenti dal FEE.

## Critiche
La pubblicazione dell'elenco delle spiagge insignite con la bandiera blu viene puntualmente accolta con polemiche che ne contestano le assegnazioni. Le polemiche sono spesso dovute al fatto che diverse località, universalmente considerate splendide, non sono premiate con la bandiera blu. Va tuttavia ricordato che la FEE premia la sostenibilità del comune e l'impegno nell'educazione ambientale più che la bellezza delle spiagge. Inoltre, per ottenere il riconoscimento, le località devono scegliere di presentare la propria candidatura, poiché ritengono di soddisfare i criteri imperativi stabiliti dalla FEE, come, ad esempio, qualità delle acque eccellente (secondo gli standard nazionali), raccolta differenziata o allaccio degli scarichi ai depuratori.
La FEE non possiede laboratori o strumenti per effettuare analisi, e demanda il controllo alle ARPA regionali, che, in base alle stesse analisi, dichiarano la balneabilità delle acque costiere a norma di legge. Inoltre, la documentazione che viene richiesta alle amministrazioni locali è basata su autocertificazione, che espone al potenziale rischio di mistificazioni. A tale proposito, per attività come quelle di educazione ambientale deve essere fornito materiale informativo di supporto, mentre, per tutto ciò che può essere dimostrato con dati ufficiali, deve essere fornita la relativa documentazione, come ad esempio il MUD, i risultati ufficiali delle analisi delle ARPA o gli schemi a blocchi dei depuratori.